# 内野智
内野 智（うちの とも、1962年11月25日 - ）は、日本の俳優。東京都出身。血液型A型。株式会社A4所属

## 出演

### テレビドラマ
- 相棒（テレビ朝日）
  - season2 第7話「消えた死体」（2003年11月26日） - 阿部健 役
  - season9 第8話「ボーダーライン」（2010年12月15日） - 野田新造 役
  - season11 第14話「バレンタイン計画」（2013年2月6日） - 白石幸生 役
  - season18 第1話「アレスの進撃」（2019年10月9日） - 颯斗 役
  - season18 第2話「アレスの進撃〜最終決戦」（2019年10月16日） - 颯斗 役
- 臨場 続章 第1話（2010年4月7日、テレビ朝日） - 堀田刑事
- CONTROL〜犯罪心理捜査〜 第9話「仲間の為に! 犯人との心理戦」（2011年3月8日、フジテレビ） - 外山
- 遺留捜査 （2011年、テレビ朝日 / 東映） - 小河
- 水戸黄門第43部 第16話「ニセ印籠で村を救え! -館山-」（2011年11月7日、TBS / C.A.L） - テツ
- 水曜ミステリー9（テレビ東京）
  - 「鑑識特捜班・九条礼子〜骨を知る女〜1」（2012年2月22日） - 八木田実
- ハンチョウ〜警視庁安積班〜 第6話（2012年5月14日、TBS / ドリマックス・テレビジョン） - 松永恒夫
- 梅ちゃん先生（2012年6月29日、NHK） - 永田
- 金曜プレステージ（フジテレビ）
  - 「浅見光彦シリーズ45 志摩半島殺人事件」（2012年7月20日） - 野村恒夫
  - 「ヤバい検事 矢場健〜ヤバケンの暴走捜査〜2」（2013年1月25日）
- 土曜ワイド劇場（テレビ朝日）
  - 「人類学者・岬久美子の殺人鑑定3」（2013年3月2日） - 石上勝也
- TEAM -警視庁特別犯罪捜査本部- 第5話（2014年5月14日、テレビ朝日 / 東映） - 武藤健介
- 烈車戦隊トッキュウジャー第38駅（2014年11月30日、テレビ朝日） - 柴崎
- ドラマスペシャル「所轄魂」（2015年9月20日、テレビ朝日） - 大林刑事
- 警視庁・捜査一課長 第1話（2016年4月18日、テレビ朝日） - 伊坂茂雄
- 刑事7人（2017年） - 五頭伸治
- 日曜ワイド警視庁さがし物係（2018年2月11日、テレビ朝日） - レストランオーナー
- dele 第4話（2018年8月17日、テレビ朝日） - マスター 役

### 映画
- アウトレイジ（2010年）
- 踊る大捜査線 THE FINAL 新たなる希望（2012年）
- モンスター（2013年）
- ダブルドライブ 〜龍の絆〜（2018年）